# Diep.io
Diep.io è un videogioco d'azione online multigiocatore di massa disponibile per browser web, Android e iOS, creato dallo sviluppatore brasiliano Matheus Valadares. I giocatori controllano i carri armati e guadagnano punti distruggendo forme geometriche  e uccidendo altri giocatori in un'arena 2D. La versione mobile del gioco è stata pubblicata nel 2016 da Miniclip.

## Modalità di gioco
In Diep.io, l'obiettivo principale del giocatore è guadagnare punti distruggendo diversi oggetti poligonali e uccidendo altri giocatori sparando proiettili con il loro carro armato. Guadagnando punti, il serbatoio sale di livello. L'aumento di livello consente al giocatore di investire un punto abilità nelle caratteristiche del carro armato come la velocità di movimento e il danno dei proiettili, consentendo ai giocatori di ottenere un vantaggio sugli altri giocatori. I giocatori possono anche aggiornare il proprio carro armato a classi più potenti ogni 15 livelli fino al livello 45, dando loro abilità che altri carri armati potrebbero non avere.
Diep.io ha anche diverse modalità di gioco con meccaniche di squadra o sandbox.

## Accoglienza
Diep.io è spesso elogiato per il suo gameplay diversificato attraverso le sue diverse modalità di gioco e gli aggiornamenti dei carri armati.
Maddy Cohen di Screen Rant ha classificato Diep.io come il miglior videogioco che utilizza il dominio ".io", affermando che il gioco è "veramente la creme de la creme dei giochi ".io" e che può mantenere i giocatori online per ore. Cohen si è complimentato con il diverso gameplay del gioco offerto dalle sue diverse modalità di gioco e dalla personalizzazione del carro armato. Anthony Coyle di Gazette Review ha elencato Diep.io come uno dei primi cinque giochi simili a Slither.io, un gioco online multigiocatore di massa del 2016. John Corpuz di Tom's Guide ha elencato Diep.io come il terzo miglior gioco ".io", dietro Slither.io e Agar.io, elogiando il suo "sistema di aggiornamento ragionevolmente coinvolto", "buona rigiocabilità" e "profondità ragionevole". Arjun Sha di Beebom ha classificato Diep.io come uno dei dodici migliori giochi alternativi ad Agar.io, lodando le caratteristiche di squadra del gioco e raccomandando il gioco ai lettori. Disha di Player.One ha descritto Diep.io come "molto semplice, ma estremamente coinvolgente", affermando che il successo del gioco non è una coincidenza.
Agar.io, Slither.io e Diep.io sono comunemente noti come i tre giochi ".io" principali e più popolari, come menzionato insieme da Curtis Silver di Forbes. John Corpuz di Tom's Guide e Disha di Player.One. La possibilità di aggiornare i carri armati e le statistiche consente molte strategie di gioco e stili di gioco diversi.